# Hotel Victoria Luise

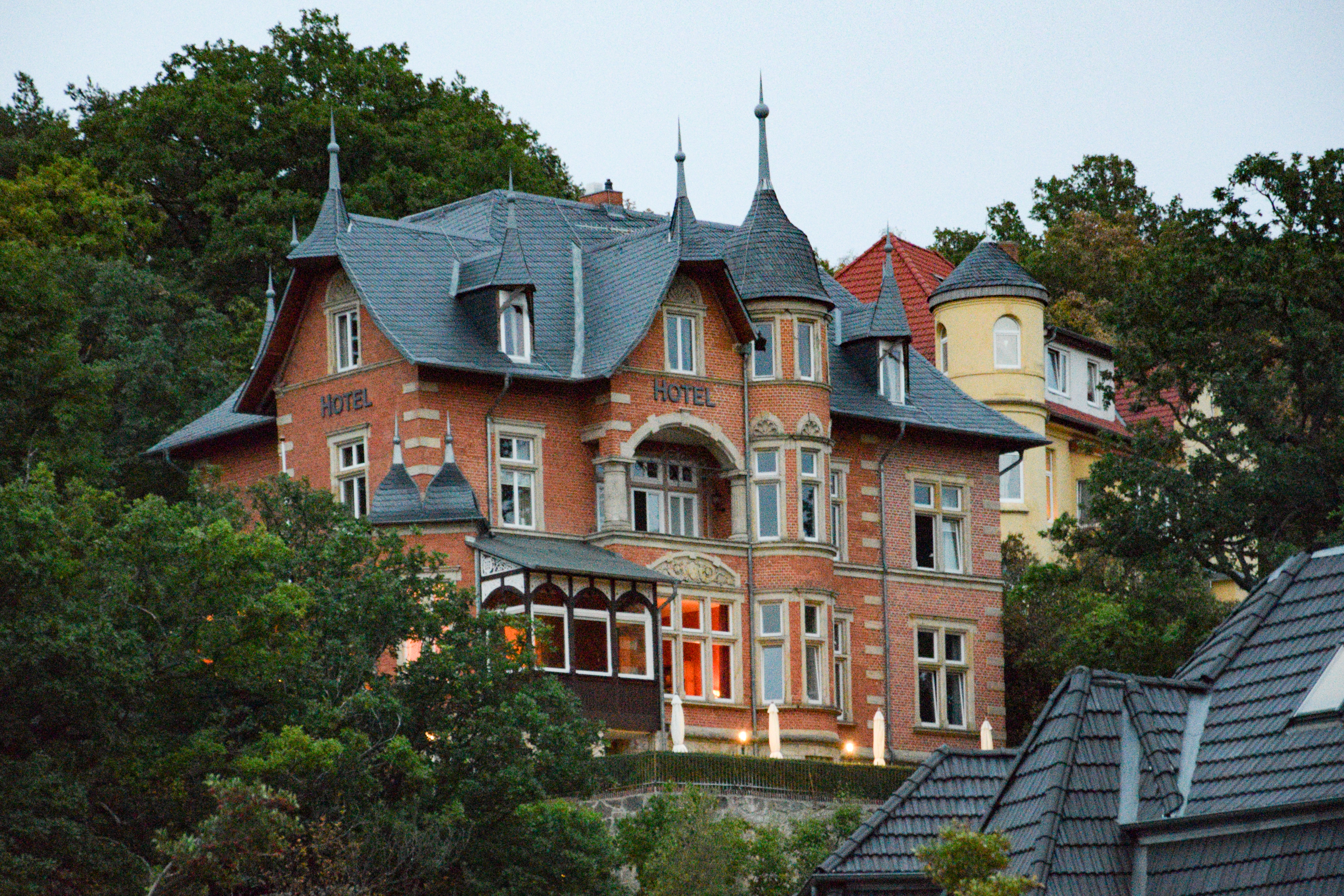
Hotel Victoria Luise, 2016

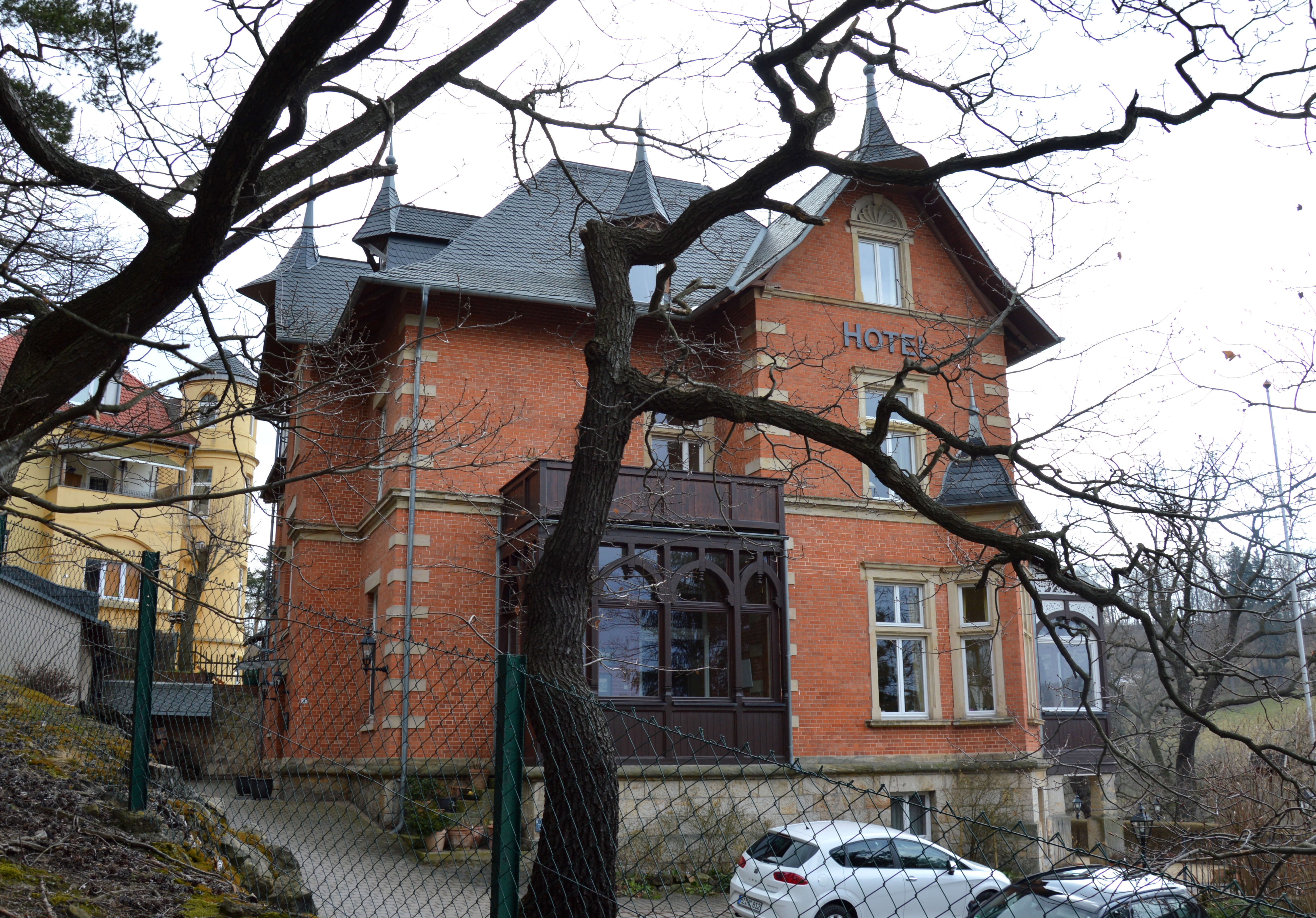
Seitenansicht, 2018

Das Hotel Viktoria Luise ist ein denkmalgeschütztes Hotel in der Stadt Blankenburg (Harz) in Sachsen-Anhalt.

## Lage
Es befindet sich südlich des Westendes der Teufelsmauer auf dem Grundstück Hasselfelder Straße 8 in einer Hanglage oberhalb der Stadt.

## Architektur und Geschichte
Das heutige Hotelgebäude wurde im Jahr 1893 als historistische Villa durch das Baugeschäft Brüder Schönfeld auf eigene Rechnung errichtet. Es wurde dann von der Reichspost erworben, die es als Heim für höhere Töchter nutzte. Ab 1905 vermietete es die Reichspost an die Blankenburger Garnison, die ein Offizierskasino darin einrichtete. Mit Beginn des Ersten Weltkriegs wurde das Gebäude staatlicherseits beschlagnahmt und noch 1914 zum Lazarett für Leichtverletzte. Letztlich hatte es den Charakter eines Erholungsheims und knüpfte an die Nutzung als Kasino an. Nach Kriegsende erhielt es die Post zurück, die von 1920 bis 1943 hier das Erholungsheim Reichspost betrieb. Geführte wurde das höheren Postmitarbeitern vorbehaltene Haus von einer Frau Stoka. Es war eines von zwei Erholungsheimen im Ort.
Von 1943 bis 1945 wurde das Gebäude während des Zweiten Weltkriegs für die Kinderlandverschickung Berliner Kinder unter Schirmherrschaft der braunschweigischen Herzogin Viktoria Luise eingesetzt. Nach Ende des Kriegs wurde es wiederum durch die Deutsche Post genutzt, unter Leitung von Luise Kuhrock diente es als Postkinderheim. Auch Schulungen wurden durchgeführt. In den 1950er Jahren diente es auch als Quartier für die DDR-Radsportnationalmannschaft. Täve Schur soll nach einem Aufenthalt die Anregung zur Durchführung eines Bergrennens gegeben haben, auf das möglicherweise der ab 1956 ausgetragene Harzer Bergpreis, ab 1957 unter dem Namen Tribüne Bergpreis, zurückgeht. Auch in der Folgezeit diente das Haus bei Radsportveranstaltungen immer wieder als Mannschaftsunterkunft, so auch bei der Eisenbahner-Radsport-Weltmeisterschaft (USIC).
Die Post gab die Nutzung dann auf, woraufhin das Gebäude ab 1960 durch die Kureinrichtung Teufelsbad als Bettenhaus genutzt wurde, bis es 1989 aufgegeben wurde. Nach fast zehnjährigem Leerstand erwarb Andrea Schmitz 1998 das Haus und führte eine Sanierung durch.
Im April 1998 wurde das nach Herzogin Viktoria Luise benannte Hotel eröffnet. Im Januar 2019 erfolgte eine Umbenennung in Villa Viktoria Luise - Boutique Hotel. Es umfasst 12 Hotelzimmer sowie Kaminzimmer, Sauna und Weinkeller. Darüber hinaus bestehen ein Restaurant und eine Außenterrasse.
Die Anlage diente mehrfach als Filmkulisse, so für den 2000 veröffentlichten Polizeiruf 110: Tote erben nicht mit Jaecki Schwarz und Wolfgang Winkler.
Im örtlichen Denkmalverzeichnis ist die Villa unter der Erfassungsnummer 094 25071 als Baudenkmal verzeichnet.